# Xã Glasgow, Quận Wabasha, Minnesota
Xã Glasgow (tiếng Anh: Glasgow Township) là một xã thuộc quận Wabasha, tiểu bang Minnesota, Hoa Kỳ. Năm 2010, dân số của xã này là 247 người.